# Eilema tsinlingica
Eilema tsinlingica är en fjärilsart som beskrevs av Daniel 1954. Eilema tsinlingica ingår i släktet Eilema och familjen björnspinnare. Inga underarter finns listade i Catalogue of Life.